# Inéditos + rarezas + canciones
Inéditos + rarezas + canciones es un disco triple de edición limitada de Andrés Calamaro lanzado en 1998. Uno de los tres discos es Alta suciedad, el segundo, titulado Las otras caras de alta suciedad, contiene varios lados B del álbum anteriormente mencionado, temas covers e instrumentales. Finalmente, el tercer CD se titula Una década perdida y recopila los mejores temas de la serie Grabaciones encontradas.

## Lista de canciones

### CD 1:Alta suciedad
1. Alta suciedad
2. Todo lo demás
3. Donde manda marinero
4. Loco
5. Flaca
6. ¿Quién asó la manteca?
7. Media Verónica
8. El tercio de los sueños
9. Comida china
10. Elvis está vivo
11. Me arde
12. Crímenes perfectos
13. Nunca es igual
14. El novio del olvido
15. Catalina, Bahía

### CD 2: Las otras caras deAlta suciedad
1. Alta suciedad (T.J. low mix)
2. Donde manda marinero (de-more 96)
3. Pato trabaja en una carnicería
4. Golden Slumbers
5. The second time around
6. Volver
7. Love in vain
8. Más alta suciedad
9. My way
10. Mi Buenos Aires querido
11. Donde manda marinero (versión 98)
12. Alta suciedad (demo 96)
13. Cambalache
14. Espérame en el cielo
15. I will survive
16. Alta suciedad (T.J. home mix)
17. Blues del pez
18. Dos tristes tigres

### CD 3:Una década perdida
1. Mi marfil -1991-
2. No se puede vivir del amor -1992-
3. En el último trago (versión abstemia) -1994-
4. Buena suerte y hasta luego -1989-
5. Whola lotta Shakin´goin´on -1993-
6. Lou Bizarro (10 segundos) -1990-
7. Se van amigos, otros vienen -1995-
8. San Pedro -1987-
9. Años -1986-
10. Loco por ti (live 88) -1998-
11. War -1988-
12. Homelette -1984-
13. El grifo andaluz -1986-
14. Tu feeling -1987-
15. Mil horas (live) -1988-
16. El 606 de Palermo -1986-
17. La negra Tomasa (bilongo) -1992-
18. Flor baja -1986-
19. Swing on Tango (by proyecto W) -1985-
20. Una década perdida -1989-
21. Super free -1986-
22. A los toros de lata -1991-
23. La sinfonía del muelle -1998-

- Datos: Q5919676